# گروه کوتی‌پیتزا
گروه کوزیپیزا (انگلیسی: Kotipizza Group) شرکت رستوران‌های زنجیره‌ای فنلاندی است، که در سال ۲۰۱۱ تأسیس شد.